# Gerhard A. Glaser
Gerhard Alfons Glaser (* 21. April 1936 in Untergrombach; † 27. August 2016 in Karlsruhe) war ein deutscher Elektromeister, Unternehmer in Untergrombach und Fabrikant von Segelflugzeugen und Motorseglern.

## Leben und Wirken
Gerhard Glaser wurde als Sohn der Eheleute Wilhelm Glaser (1899–1968) und Elsa geb. Frank geboren und wuchs in Untergrombach auf. Er erlernte das Elektrohandwerk, legte die Meisterprüfung ab und übernahm das Tiefbauunternehmen seines Vaters. Glaser war ab 1962 begeisterter Segelflieger. Bei einer Außenlandung 1973 traf er zufällig den Flugzeugkonstrukteur der D-38 Wilhelm Dirks. Die Segelflugbegeisterung der beiden Piloten und deren Ideen zur Verbesserung von Segelflugzeugen führte 1973 zur Gründung der Flugzeugwerke Glaser-Dirks in Untergrombach.